# David di Donatello du meilleur acteur débutant

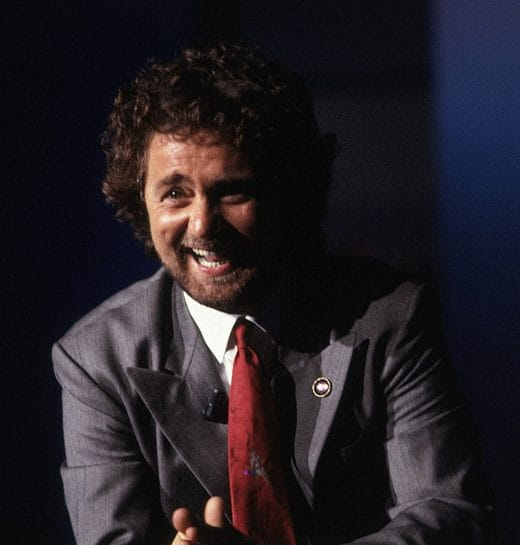
Beppe Grillo, premier récipiendaire du David di Donatello du meilleur acteur débutant, au festival de Sanremo en 1988.

Le David di Donatello du meilleur acteur débutant (David di Donatello per il miglior attore esordiente) est une récompense cinématographique italienne décernée annuellement par l'Académie du cinéma italien, plus précisément par l’Ente (Association) David di Donatello. Il a été décerné lors des éditions 1982 et 1983.

## Palmarès

### Années 1980
- 1982 :
  - Beppe Grillo - Cercasi Gesù
  - Alessandro Benvenuti - Ad ovest di Paperino
  - Enzo Decaro - Prima che sia troppo presto
- 1983 :
  - Fausto Rossi - Colpire al cuore
  - Marcello Lotti - Io, Chiara e lo scuro
  - Carlo De Matteis - Sciopèn